# Amour, danse et mille refrains
Pour plus de détails, voir Fiche technique et Distribution.
Amour, danse et mille refrains (Liebe, Tanz und tausend Schlager) est un schlagerfilm ouest-allemand réalisé par Paul Martin, sorti en 1955.

## Synopsis
Hugo Sauer, responsable d'une grande maison de disques, a découvert un nouveau talent : Caterina, 19 ans, fille d'un ouvrier italien. Elle espère accompagner son idole Peter Alexander lors de sa tournée.
Sauer la fait venir en Allemagne et produit le nouveau disque de Peter Alexander avec ses syncopes sans l'accord de la jeune fille. Il la délaisse ensuite, mais la carrière de Caterina est lancée. Caterina va avec Peter en tournée. Mais comme Peter a la réputation d'un coureur de jupons, le chef d'orchestre Osterhagen fait en sorte que les femmes ne l'approchent pas.
Ainsi Caterina doit se faire passer pour une fille de 14 ans pour rester auprès de Peter Alexander. Naturellement tout se finit bien.

## Fiche technique
- Titre original : Liebe, Tanz und tausend Schlager ou Liebe, Tanz und 1000 Schlager
- Titre français : Amour, danse et mille refrains ou Amour, danse et 1000 refrains[1]
- Réalisation : Paul Martin, assisté de Maria von Frisch
- Scénario : Curth Flatow (de), Friedrich Kohner
- Musique : Heinz Gietz
- Direction artistique : Hans-Jürgen Kiebach, Gabriel Pellon
- Costumes : Maria Brauner
- Photographie : Karl Löb
- Son : Erwin Schänzle
- Montage : Walter Wischniewsky
- Production : Artur Brauner
- Sociétés de production : CCC-Film
- Société de distribution : Gloria Filmverleih AG
- Pays d'origine :  Allemagne de l'Ouest
- Langue : allemand
- Format : Noir et blanc - 1,37:1 - Mono - 35 mm
- Genre : Musical, schlagerfilm
- Durée : 103 minutes
- Dates de sortie :
  - Allemagne de l'Ouest : 14 octobre 1955.
  - France : 20 février 1957[1].

## Distribution
- Caterina Valente : Caterina
- Peter Alexander : Peter Alexander
- Rudolf Platte : Hugo Sauer
- Joachim Rake (de) : Kurt Osterhagen
- Ruth Stephan : Wicki Winkler
- Willy A. Kleinau (de) : Luigi
- John W. Bubbles (en) : John
- Werner Fuetterer : Heidemann
- Silvio Francesco : Silvio
- Hubert von Meyerinck : Le directeur Winkler
- Henry Lorenzen : Paul
- Erik van Aro : Erik
- Bruno W. Pantel : Mallwitz
- Walter Bluhm : Un reporter de télévision
- Wolf Harnisch : Un régisseur
- Bill Ramsey : Un musicien
- Jonny Teupen : Un musicien
- Wandy Tvorek : Un musicien
- Albert Vossen : Un musicien

## Source de traduction
- (de) Cet article est partiellement ou en totalité issu de l’article de Wikipédia en allemand intitulé « Liebe, Tanz und 1000 Schlager » (voir la liste des auteurs).